# Gustav Fingerling
Gustav Fingerling (* 27. September 1876 in Sachsenberg, Fürstentum Waldeck-Pyrmont; † 13. April 1944 in Leipzig) war ein deutscher Agrikulturchemiker.

## Leben
Nach dem Abitur am Realgymnasium studierte Gustav Fingerling von 1895 bis 1899 Naturwissenschaften an der Philipps-Universität Marburg und der Universität Straßburg. 1900 wurde er Assistent an der Landwirtschaftlichen Versuchsstation in Hohenheim, wo er Mitglied des Corps Germania wurde. 1902 wurde er an der Georg-August-Universität Göttingen zum Dr. phil. promoviert und 1905 zum Abteilungsvorstand an der landwirtschaftlichen Versuchsstation in Hohenheim ernannt. 1912 wurde er zum Direktor der Landwirtschaftlichen Versuchsanstalt Leipzig-Möckern berufen, der er bis zu seinem Tod 1944 vorstand. Von 1919 bis zur Auflösung im März 1920 gehörte Fingerling dem Leipziger Zeitfreiwilligen-Regiment an. Von 1928 bis 1931 las er Pflanzen- und Tierernährungslehre an der Universität Halle. Zum 1. Mai 1933 trat er in die NSDAP ein (Mitgliedsnummer 2.984.715). Von 1934 bis 1940 war er ordentlicher Honorarprofessor für Agrochemie an der Universität Leipzig. Fingerling zählte in Deutschland zu den führenden Fachleuten für Tierernährung. Er entwickelte ein Silierverfahren zur Futterkonservierung.

## Ehrungen
- Ritterkreuz I. Klasse mit der Krone des sächsischen Albrechts-Ordens
- Sächsisches Kriegsverdienstkreuz
- Friedrich-August-Kreuz (Oldenburgisches Kriegsverdienstkreuz)
- Sächsische Silberne Verdienstmedaille für Landwirtschaft
- Dr. phil. h. c.
- Dr. agr. E. h.
- Mitglied des Internationalen Landwirtschaftlichen Instituts in Rom
- Namensgeber für die Gustav-Fingerling-Medaille der Deutschen Landwirtschafts-Gesellschaft

## Schriften
- Untersuchungen über den Einfluss von Reizstoffen auf die Milchsekretion, 1902
- Fütterungsfragen der Gegenwart, 1924
- Herausgeber von: Die Ernährung der landwirtschaftlichen Nutztiere, 1916–1924
- Herausgeber von: Grundzüge der Fütterungslehre, 1920–1943
- Redakteur von: Die Landwirtschaftlichen Versuchsstationen, 1912–1935